# Gaspard Ulliel

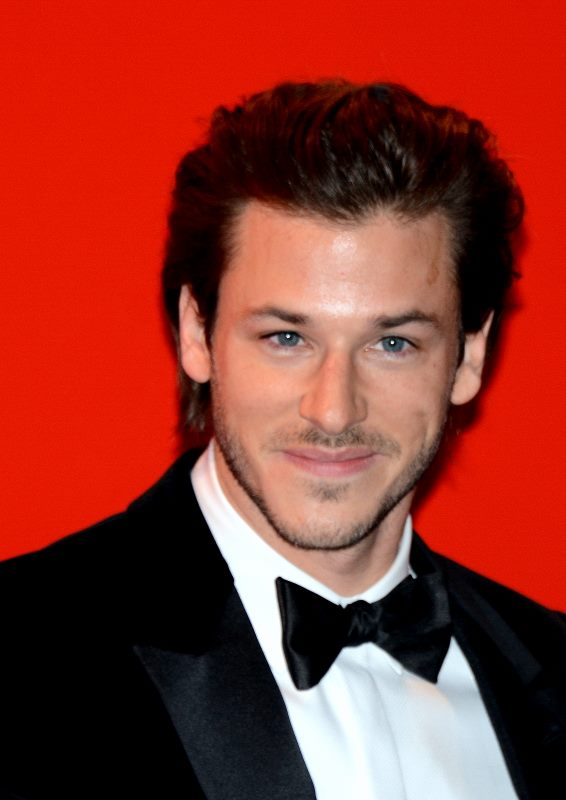
Gaspard Ulliel (2015)

Gaspard Ulliel (* 25. November 1984 in Neuilly-sur-Seine; † 19. Januar 2022 in La Tronche) war ein französischer Schauspieler. Ab Mitte der 1990er-Jahre war er in 50 Film- und Fernsehproduktionen, mehrheitlich Dramen, zu sehen. Internationale Bekanntheit erreichte er unter anderem mit Hauptrollen in den Kinofilmen Mathilde – Eine große Liebe und Hannibal Rising – Wie alles begann. Für die erstgenannte Rolle wurde er 2005 mit dem französischen Filmpreis César ausgezeichnet. Einen weiteren César gewann er 2017 für seine Hauptrolle in Einfach das Ende der Welt. 

## Leben

### Kindheit und Ausbildung
Gaspard Ulliel kam als Sohn zweier Stylisten in der Nähe von Paris zu Welt. Ulliel, der als Sechsjähriger von einem Dobermann angefallen wurde und seitdem durch eine markante Narbe unter dem linken Wangenknochen gezeichnet war, träumte schon früh davon, bei einem Film Regie zu führen.
Im Alter von elf Jahren begann Ulliel, für Fernsehrollen vorzusprechen, und wurde nach zwei Monaten für seine erste kleine Rolle im Fernsehfilm Bonnes vacances akzeptiert. Seine Eltern ließen ihn aufgrund seiner Schulausbildung nur in maximal zwei Filmen pro Jahr mitspielen. Noch während seiner Schulzeit war er in dem französischen Fernsehfilm Une femme en blanc zu sehen. Während der folgenden Jahre fasste Ulliel im französischen Fernsehgeschäft Fuß und war daneben sporadisch in zahlreichen Kurzfilmen zu sehen, wie z. B. 1999 in Marina de Vans Alias.
Nachdem er das französische Lycée abgeschlossen hatte, studierte er Filmwissenschaft an der Universität von Saint-Denis. Eigenen Angaben zufolge habe diese Zeit Ulliels Filmgeschmack erweitert, aber ansonsten enttäuschte ihn das Studium, da er nicht genug Filmpraxis erhielt. Er entdeckte unter anderem die Werke Chris Markers und sah Filme von Ingmar Bergman, Akira Kurosawa sowie Andrei Tarkowski, den er, wie die Regisseure Vincent Gallo oder Gus Van Sant, verehrte. Nachdem er sein Studium schon nach einem Jahr abgebrochen hatte, widmete er sich fortan der Fotografie.

### Erste Kinofilme
Ulliels Filmkarriere begann 2001 mit einem kurzen Auftritt in dem historischen Horrorfilm Pakt der Wölfe, in dem er ein Opfer der Bestie des Gévaudan spielte. Der französische Schauspieler Michel Blanc wurde kurze Zeit später auf den androgynen Jungschauspieler aufmerksam und besetzte ihn in seiner Komödie Küss mich, wenn du willst, an der Seite von Carole Bouquet, Jacques Dutronc und Charlotte Rampling. Für Blancs vierte Regiearbeit wurde Gaspard Ulliel unter anderem mit dem Prix Lumières als bester Nachwuchsdarsteller geehrt.
Während Ulliel im Sommer 2003 Schauspielunterricht am Cours Florent, der Europäischen Schauspielkunstschule, nahm, wurde der 1,80 m große Schauspieler von dem etablierten französischen Regisseur André Téchiné kontaktiert, ob er nicht die männliche Hauptrolle in seinem nächsten Film übernehmen wolle. In dem Drama Die Flüchtigen, das zur Zeit des Zweiten Weltkriegs angesiedelt ist, porträtierte Ulliel den geheimnisvollen Jugendlichen Yvan, der sich der verwitweten Lehrerin Odile (gespielt von Emmanuelle Béart) und ihrer beiden Kinder annimmt, um sie vor den einmarschierenden Nazis zu beschützen.

### Durchbruch im Filmgeschäft

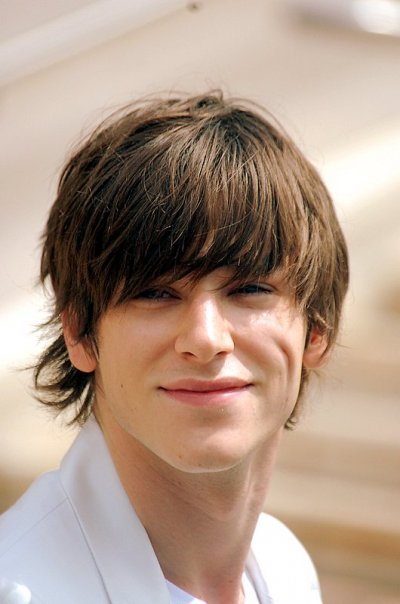
Ulliel (2006)

2004 folgte für den Schauspieler, dessen Lieblingsaktrice der französische Leinwandstar Jeanne Moreau war, die Zusammenarbeit mit dem Regisseur Jean-Pierre Jeunet. Bei der Besetzung des männlichen Hauptdarstellers in seinem Kriegsdrama Mathilde – Eine große Liebe hatte Jeunet circa 60 junge französische Darsteller vorsprechen lassen, bis er auf den 19-jährigen Gaspard Ulliel aufmerksam wurde, dem er eine erfolgreiche Schauspielkarriere voraussagte: „Gaspard wird ein Star sein.“
Zusammen mit seiner acht Jahre älteren Filmpartnerin Audrey Tautou porträtierten die beiden Darsteller am Beispiel des jungen Liebespaares Mathilde und Manech die Gräuel des Ersten Weltkriegs. Mit diesem Film gelang Ulliel der endgültige Durchbruch im Filmgeschäft und er wurde 2005 bei der dritten Nominierung in Folge zum ersten Mal mit dem César als bester männlicher Nachwuchsdarsteller ausgezeichnet.
Gaspard Ulliel, der seit Mathilde – Eine große Liebe zu den talentiertesten Nachwuchsschauspielern Frankreichs zählte, arbeitete bis 2006 an vier Filmprojekten, darunter Gus Van Sants Beitrag zu dem Episodenfilm Paris, je t’aime (mit Elias McConnell und Marianne Faithfull) sowie Laurent Boutonnats Abenteuerfilm Jacquou le croquant, in dem er an der Seite von Marie-Josée Croze die Titelrolle innehatte.
Sein Debüt im internationalen Kino hatte Ulliel 2007 in der Titelrolle des jungen Hannibal Lecter in Peter Webbers Verfilmung von Thomas Harris’ Roman Hannibal Rising, Hannibal Rising – Wie alles begann. Der Film, ein Prequel zu Das Schweigen der Lämmer (1991), Hannibal (2001) und Roter Drache (2002), in denen noch Oscar-Preisträger Anthony Hopkins die Rolle bekleidet hatte, fiel jedoch beim Publikum durch und fand aufgrund von Webbers formaler Ästhetik nur bei wenigen Kritikern Zuspruch. Trotz des Misserfolgs wurde Ulliel einem weltweiten Publikum bekannt. 2009 folgte mit Niki Caros Drama The Vintner’s Luck an der Seite von Jérémie Renier, Vera Farmiga und Keisha Castle-Hughes erneut eine Rolle in einer internationalen Produktion, mit der er aber nicht an vorangegangene Erfolge anknüpfen konnte.
Im Sommer 2013 wurde bekannt, dass Ulliel als „Yves Saint Laurent“ für einen Film über den Modeschöpfer von Bertrand Bonello gecastet wurde. Der Film feierte im Mai 2014 in Cannes Premiere. Ulliel erhielt für diese Rolle den Prix Lumières als bester Hauptdarsteller und war auch für den César nominiert. Bei der Verleihung wurde jedoch Pierre Niney ausgezeichnet, der im Konkurrenzfilm Yves Saint Laurent dieselbe Figur wie Ulliel verkörpert hatte. Den César als bester Hauptdarsteller erhielt Ulliel schließlich für seine Hauptrolle in dem 2016 erschienenen Filmdrama Einfach das Ende der Welt, Xavier Dolans preisgekrönter Verfilmung des gleichnamigen Theaterstücks von Jean-Luc Lagarce. Kurz vor seinem Tod drehte er für die Marvel-Serie Moon Knight, in der er eine der Hauptrollen als ein Kunstdieb übernahm.
Ulliel, der fließend Englisch sprach, zählte unter anderem das Motorradfahren zu seinen Hobbys. 2010 warb er als Model für das Parfüm Bleu de Chanel, was die Mitwirkung in einem Werbespot von Martin Scorsese vorsah. Bereits im Jahr davor hatte er für das französische Unternehmen Longchamp mit Kate Moss geworben.

### Unfall und Tod
Ulliel starb am 19. Januar 2022 infolge eines Skiunfalls. Durch die Kollision mit einem anderen Skifahrer auf einer Piste der Skistation La Rosière am 18. Januar 2022 erlitt er ein schweres Schädel-Hirn-Trauma und wurde zunächst mit einem Rettungshubschrauber in das Universitätsklinikum Grenoble transportiert. Dort erlag er am Folgetag seinen schweren Verletzungen. Er hinterließ einen Sohn (* 2016) aus seiner Beziehung mit dem französischen Model Gaëlle Pietri, mit der er von 2013 bis 2020 liiert war.
Staatspräsident Emmanuel Macron und mehrere Minister bekundeten ihre Trauer.

## Filmografie
- 1998: Bonnes vacances (Fernsehfilm)
- 1999: Alias
- 2001: Pakt der Wölfe (Le pacte des loups)
- 2002: Küss mich, wenn du willst (Embrassez qui vous voudrez)
- 2003: Die Flüchtigen (Les égarés)
- 2004: The Tulse Luper Suitcases, Part 2: Vaux to the Sea
- 2004: Mathilde – Eine große Liebe (Un long dimanche de fiançailles)
- 2004: Le dernier jour
- 2004: Kommissar Navarro (Navarro; Fernsehserie, 1 Folge)
- 2005: La maison de Nina
- 2006: Paris, je t’aime – Episode Le Marais
- 2007: Jacquou le croquant
- 2007: Hannibal Rising – Wie alles begann (Hannibal Rising)
- 2007: L’inconnu
- 2008: La troisième partie du monde
- 2008: Un barrage contre le Pacifique
- 2009: Inside Ring (Le premier cercle)
- 2009: The Vintner’s Luck
- 2009: Ultimatum
- 2010: Die Prinzessin von Montpensier (La princesse de Montpensier)
- 2011: Die Kunst zu lieben (L’art d’aimer)
- 2012: Rise of the Guardians (Les cinq légendes)
- 2013: Tu honoreras ta mère et ta mère
- 2014: Saint Laurent
- 2015: Dämonen (Démons, Fernsehfilm)
- 2016: Die Tänzerin (La danseuse)
- 2016: Einfach das Ende der Welt (Juste la fin du monde)
- 2018: Eva
- 2018: Ein Volk und sein König (Un peuple et son roi)
- 2019: Es war einmal ein zweites Mal (Il était une seconde fois) (Vierteiler)
- 2019: Sibyl – Therapie zwecklos (Sibyl)
- 2022: Coma (Stimme)
- 2022: Moon Knight (Fernsehserie, Folge 1x03)
- 2022: Mehr denn je (Plus que jamais)

## Auszeichnungen
- 2003: Prix Lumières für Küss mich, wenn du willst (Bester Nachwuchsdarsteller)
- 2003: César-Nominierung für Küss mich, wenn du willst (Bester Nachwuchsdarsteller)
- 2004: Étoiles d’Or für Die Flüchtigen (Bester Nachwuchsdarsteller)
- 2004: César-Nominierung für Die Flüchtigen (Bester Nachwuchsdarsteller)
- 2005: César für Mathilde – Eine große Liebe (Bester Nachwuchsdarsteller)
- 2015: Prix Lumières für Saint Laurent (Bester Darsteller)
- 2015: César-Nominierung für Saint Laurent (Bester Hauptdarsteller)
- 2017: César für Einfach das Ende der Welt (Bester Hauptdarsteller)